# Вертикала и хоризонтала
Вертикалата и хоризонталата са концепции в астрономията, географията, математиката, физиката и свързаните с тях науки и контексти за посоката или равнината, преминаваща през дадена точка.
За посока или равнина се казва, че е разположена вертикално, ако съдържа локалната гравитационна посока в тази точка.
Обратно, за посока или равнина се казва, че е разположена хоризонтално, ако е перпендикулярна на вертикалната посока. Като цяло, нещо, което е вертикално, може да се изчертае от горе надолу (или надолу нагоре), като оста y в декартовата координатна система.

## Исторически дефиниции
Жирар Дезарг определя вертикалата като перпендикулярна на хоризонта в книгата си „Перспектива“ от 1636 г.
Думата „хоризонтала“ произлиза от хоризонт, докато „вертикала“ произхожда от къснолатинското verticalis, което е от същия корен като vertex, което означава „най-високата точка“.
А самият латински език думата за хоризонт е заемка от гръцката дума ὁρῐ́ζων „отделящ, маркиращ граница“, където -t- идва от оригиналната гръцка морфология на думата.